# Argentina Díaz Lozano
Argentina Díaz Lozano, pseudonimo di Argentina Bueso Mejía (Santa Rosa de Copán, 5 dicembre 1909 – Tegucigalpa, 13 agosto 1999), è stata una scrittrice e poetessa honduregna.

## Biografia
Figlia di Manuel Bueso Pineda e Trinidad Mejía, nacque a Santa Rosa de Copán nel 1909. Dopo gli studi a Tegucigalpa, Tampa (Florida) e all'Universidad de San Carlos de Guatemala (ove si laureò in giornalismo), nel 1929 sposò Porfirio Díaz Lozano, di cui adottò i cognomi come nom de plum. Si avvicinò alla scrittura scrivendo articoli per giornali e riviste guatemalteche come Diario de Centroamerica, La Hora, El Imparcial e Prensa Libre. Nel 1944 il suo romanzo Peregrinaje vinse un premio indetto dalla casa editrice Ferrar & Rinehart e venne quindi pubblicato sia in spagnolo che in una traduzione in inglese. Attiva femminista, prese parte al Primer Congreso Interamericano de Mujeres.
Dopo aver divorziato dal primo marito, tra il 1952 e il 1954 si risposò con il diplomatico Darío Morales García, che seguì in Belgio nel 1956. Durante la permanenza in Europa perfezionò i suoi studi all'Università di Utrecht e pubblicò alcuni libri in francese. Nel 1964 tornò in Guatemala dopo aver ricevuto un incarico dall'ambasciata honduregna. Nel 1968 pubblicò una biografia di Clemente Marroquín Rojas, vinse il Premio Nacional de Literatura Ramón Rosa e fu ammessa all'Academia Hondureña de la Lengua.

## Opere

### Poesia
- Tiempo que vivir, 1940.
- Peregrinaje, 1944.
- Mayapán, 1950.
- 49 días en la vida de una mujer, 1956.
- Y tenemos que vivir..., 1960.
- Mansión en la bruma, 1964.
- Fuego en la ciudad, 1966.
- Aquel año rojo, 1973)
- Eran las doce... y de noche, 1976.
- Ciudad Errante, 1983.
- Caoba y orquídeas, 1986.
- Ha llegado una mujer, 1991.

### Saggistica
- Método de mecanografía al tacto, 1939.
- Historia de la moneda en Guatemala, 1955.
- Sandalias sobre Europa, 1964.
- Historia de Centroamérica, 1964.

### Biografie
- Aquí viene un hombre: biografía de Clemente Marroquín Rojas ; político, periodista y escritor de Guatemala, 1968.
- Walt Whitman: primer poeta auténticamente americano, 1976.